# Patxi Zabaleta

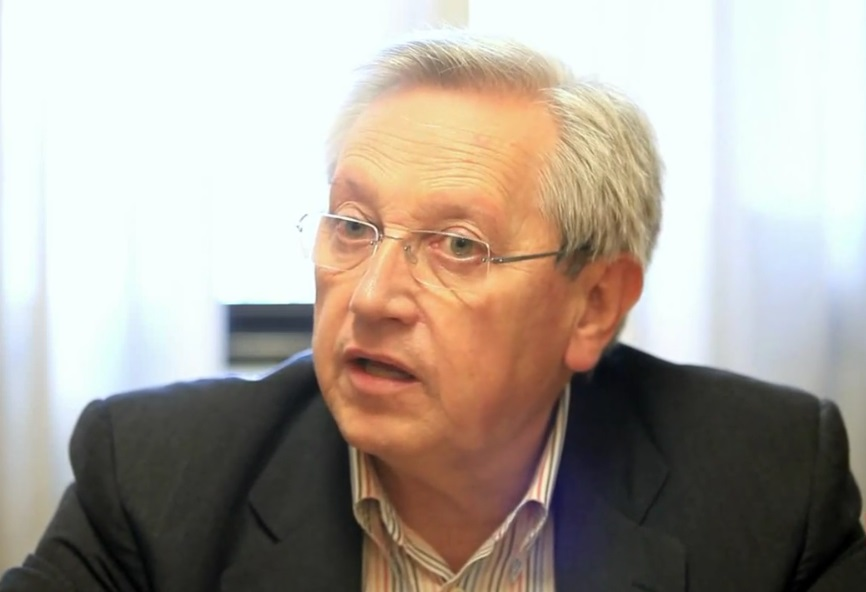
Patxi Zabaleta (2010)

Francisco Juan Zabaleta Zabaleta (* 20. Mai 1947 in Leiza, Navarra), bekannt als Patxi Zabaleta, ist ein spanischer Anwalt, Politiker und Schriftsteller baskischer, nationalistischer Ideologie. Er war Gründungsmitglied und Vorsitzender der linken Parteien HASI und Aralar sowie der Koalitionen Herri Batasuna und Nafarroa Bai.

## Biographie
Ursprünglich war Zabaleta Seminarist, aber er verließ seine Religionswissenschaften für die Fächer Recht, Philosophie und Geisteswissenschaften. Er ist als Rechtsanwalt in Pamplona tätig.
Zabaleta war Förderer der baskischen Grundschulform Ikastolas in Navarra und von 1968 bis 1973 Direktor des euskaltegi Arturo Kanpions, einer Vereinigung zur Verbreitung der baskischen Sprache. Besser bekannt ist er jedoch für seine politische Tätigkeit.

### Herri Batasuna
Er begann seine politische Aktivität in den sozialistischen Baskenpateien Eusko Alderdi Sozialista EAS und Euskal Herriko Alderdi Sozialista EHAS. Als Generalsekretär von Herri Alderdi Sozialista Iraultzailea HASI in Navarra beteiligte Zabaleta sich 1978 an der Gründung der Herri Batasuna HB Abertzale-Koalition und war bis 1982 und von 1987 bis 1996 Mitglied des höchsten Leitungsorgans, der Nationalen Kommission.
Er war Kandidat für das Amt des Bürgermeisters von Pamplona für die HB bei den Kommunalwahlen im 1979, bei denen er zum Stadtrat gewählt wurde und bei denen die HB die zweite politische Kraft war, mit 814 Stimmen von UCD, die Partei von Adolfo Suarez. HB stimmte zusammen mit den PNV-Ratsmitgliedern für den sozialistischen Bürgermeisterkandidaten von Pamplona, Julián Balduz Calvo.
Als Gegensatz zu den terroristischen Aktivitäten der ETA und der Unterordnung des politischen Kampfes unter den bewaffneten Kampf wurde Zabaleta innerhalb von HB als Kritiker bekannt. Bei vielen Anlässen kritisierte Zabaleta den Mangel an Selbstkritik und analytischer Eigensinn der HB sowie einige ihrer Praktiken, wie z. B., dass gewählte Parlamentarier dieser Organisation ihr Amt als Abgeordnete niederlegten. Er distanzierte sich öffentlich von den offiziellen Kriterien seiner Partei, indem er die Morde der ETA an den Ratsmitgliedern Miguel Ángel Blanco im Jahr 1997, Tomás Caballero im Jahr 1998 und José Javier Múgica im Jahr 2001 scharf verurteilte.
Trotz der Kritik kämpfte Zabaleta weiterhin in der HB und ihrer Nachfolgepartei Euskal Herritarrok ("Baskische Bürger") und stand weiterhin an der Spitze der Liste in Navarra, was er mit dem Hinweis auf den Pluralismus begründete, der innerhalb der izquierda abertzale existieren sollte.
Andererseits war er nicht nur ein Charakter mit einem gewissen Charisma in Navarra, sondern auch einer der wichtigsten Anwälte der Organisation. Im Jahr von Blancos Ermordung hatte Zabaleta an der Verteidigung der Mitglieder des Nationalrates teilgenommen, die vom Obersten Gerichtshof wegen der Zusammenarbeit mit einer bewaffneten Bande verurteilt worden waren. Zwei Jahre später, 1999, gehörte er wieder zum Team der Anwälte, denen es gelang, die vom Obersten Gerichtshof verhängten Urteile durch das Verfassungsgericht aufzuheben.
Nachdem Zabaleta in den Legislaturperioden 1979–1983 und 1987–1991 Stadtrat war, war er für zwei Amtsperioden (1991–1995 und 1995–1999) Abgeordneter des Parlaments von Navarra, um als Stadtrat von Euskal Herritarrok, dessen Amt er im Juli 2001 niedergelegt hatte, nach Pamplona zurückzukehren.

### Aralar
Zabaleta war eine der Antriebskräfte der Partei Aralar. Aralar hatte mehrere Konfrontationen mit dem Management des Unternehmens. Die wichtigsten fanden 1999 statt. Als erster während des gesamten Kommunalwahlkampfes nutzte Aralar die Gelegenheit, die Politik des Nichterscheinens von gewählten Funktionären in den Institutionen, für die sie gewählt wurden, erneut zu kritisieren. Im selben Jahr kam es zu einer ernsthafteren Konfrontation, als die ETA den einseitigen Waffenstillstand brach, den sie seit einem Jahr aufrechterhalten hatte. Patxi Zabaleta bekräftigte dann, dass Gewalt die Ziele der izquierda abertzale behindere und forderte ihr völliges und endgültiges Verschwinden. Einige Führer von Herri Batasuna warfen ihm vor, eine enge Beziehung zur PNV zu unterhalten und zu versuchen, die Organisation zu schwächen, indem er die gewählte politische Linie in Frage stellten. Im März 2001 erschien das erste Warngraffiti auf den Straßen: Patxi, traiziorik ez ("Patxi, keine Verratsfälle").
Trotzdem blieb Aralar bis Juni 2001 ein organisierter Strom innerhalb der EH. Zu dieser Zeit wurde die Partei Batasuna ("Einheit") in einem Prozess der Neugründung von Euskal Herritarrok und Herri Batasuna gegründet, und Aralar beschloss, sich nicht zu integrieren und konstituierte sich im September dieses Jahres als Partei, weshalb Zabaleta den Begriff escisión (Trennung) ablehnt. Patxi Zabaleta wurde zum Generalkoordinator von Aralar gewählt und bei den Parlamentswahlen im 2003 in Navarra – an denen Batasuna nicht teilnehmen konnte, da sie für illegal erklärt worden war – führte er die Kandidatur der neuen Partei an, die 24.068 Stimmen (8,02%) und vier Sitze gewann.

### Nafarroa Bai
Nachdem 2004 in Navarra die Wahlkoalition Nafarroa Bai (NaBai) gebildet wurde, zu der Aralar zusammen mit den Parteien Eusko Alkartasuna, Batzarre und PNV gehörte, wurde Zabaleta zum Kandidaten für den Vorsitz der Regierung Navarras für die formellen Wahlen vom 27. Mai 2007 gewählt, bei denen NaBai 77.625 (23,6%) Stimmen und 12 Sitze im Parlament von Navarra erhielt und damit die zweitgrößte politische Kraft in Navarra, vor der PSN und hinter UPN wurde.
Im Oktober 2009 wurde seine Tochter Miren Zabaleta verhaftet, weil sie versucht hatte, den Nationalen Tisch der illegalen Batasuna wieder aufzubauen und im sogenannten "Fall Bateragune" zu sechs Jahren Gefängnis verurteilt wurde. Patxi Zabaleta erklärte, dass seine Tochter "ihre eigenen politischen Überzeugungen" hat und dass sie "ihre eigene persönliche politische Reise macht".
Bei den Parlamentswahlen 2011 in Navarra stand Zabaleta nach dem Ausscheiden der Koalition von Eusko Alkartasuna und Batzarre erneut ganz oben auf der Liste der verkleinerten NaBai-2011. Obwohl die Formation es schaffte, mit 49.827 Stimmen (15,41%) die dritte politische Kraft in der formalen Gemeinschaft zu werden, verlor sie vier Sitze und erreichte nur acht. Nach der Absetzung der beiden Abgeordneten von Geroa Bai im Oktober 2012 wurde die Fraktion auf sechs Mitglieder reduziert und nahm den Namen Aralar-NaBai an, wobei sie begann mit der Partei Bildu zusammenzuarbeiten, um in der nächsten Legislaturperiode eine einzige Fraktion, Euskal Herria Bildu (EH Bildu), zu bilden.
Nach der Legalisierung der Partei Sortu sprach sich Zabaleta für die Vereinigung von Aralar mit dieser Partei aus. Anschließend hielt er es für angemessen, eine "offene souveräne linke Front" zu gründen, die die Strukturen aller Bildu-EH-Formationen (Eusko Alkartasuna, Alternatiba, Sortu und Aralar) vereint.
Im November 2014 fand der VI. Aralar-Kongress statt, auf dem Rebeka Ubera zur Generalsekretärin gewählt wurde, anstelle von Patxi Zabaleta, der zum Ehrenpräsidenten ernannt wurde.

## Literarisches Werk
Seit 1987 ist Zabaleta Mitglied der Königlichen Akademie der baskischen Sprache, er ist auch Autor mehrerer Romane und Bücher über Erzählung, Poesie und Geschichte, die er in den 1970er Jahren unter dem Pseudonym Gorka Trintxerpe veröffentlichte.
Prosa
- Euskomunia ala Zoroastroren artalde! (1977)
- El salto del salmón (1978)

Roman
- Ukoreka (1994)
- Badena dena da (1995)
- Arian ari (1996)
- Errolanen harria (1998)
- Eneko Aritzaren hilobia (2005)

Poesie
- Zorion baten zainak (1972)
- Ezten gorriak (1975)
- Bizi! (2009)

Essay
- Absurdoko kontuak edo zoroen herriko kronikak (2013)

Theater
- Nafarroako azken mariskala (1991)

Biographie
- Julian Gaiarre (1983)

| Vorgänger: — | Generalkoordinator von Aralar 2001–2014                      | Nachfolger: Rebeka Ubera |
| Vorgänger: — | Portavoz del NaBai-Gruppe im Parlament von Navarra 2007–2015 | Nachfolger: —            |